# Theoretische Elektrotechnik
Das Gebiet der theoretischen Elektrotechnik beschäftigt sich mit den theoretischen Grundlagen und deren Anwendung im Bereich Elektrotechnik. Sie bedient sich primär der Methoden und Beschreibungen von Mathematik und Physik mit dem Ziel, durch eine systematische Zusammenstellung von beobachteten Zusammenhängen auf allgemeine Fälle schließen zu können und so neue, technisch motivierte Probleme zu lösen.

## Allgemeines
Im Prinzip kann jede technische Aufgabe zunächst durch Probieren gelöst werden. Diese empirischen Verfahren werden häufig in der Anfangszeit einer neuen Technologie angewendet, wie es auch in der Anfangszeit der Elektrotechnik Mitte des 19. Jahrhunderts der Fall war. Die empirische Lösung einer Aufgabe erfordert allerdings – vor allem bei komplexeren Aufgabenstellungen – einen großen Aufwand und viel Zeit. Beides lässt sich umso mehr verringern, je genauer die zugrunde liegenden Zusammenhänge, Wirkungsweisen und Gesetzmäßigkeiten bekannt sind. Die Theorie stellt im Rahmen eines Modells eine Zusammenfassung der ursprünglich durch Beobachtung gewonnenen Erfahrung und deren Zusammenhänge auf abstrakte Weise dar, um sie so universell auf möglichst viele Anwendungsfälle effizient übertragen zu können.
Im Bereich der theoretischen Elektrotechnik gibt es große Überschneidungen mit Teilbereichen der Physik (wie der Elektrodynamik) und den Methoden der Mathematik (z. B. Vektoranalysis). Sie ist daher kein eigenständiges Gebilde, sondern stellt einen Ausschnitt dar, deren Grenzen durch die technischen Anwendungen motiviert sind.

## Bereiche

### Feldtheorie

Magnetische Flussdichte einer Spule.

Im Bereich der Feldtheorie beschäftigt sich die theoretische Elektrotechnik mit dem Strömungsfeld des elektrischen Stromes, mit dem elektrischen und magnetischen Feld, deren Zusammenhänge in den maxwellschen Gleichungen und im Bereich der Wechselwirkung mit Materie Niederschlag finden.
Bereiche wie die Elektrostatik befassen sich mit ruhenden elektrischen Ladungen und Ladungsverteilungen. Die Elektrodynamik befasst sich neben der Magnetostatik und magnetischen Flüssen mit zeitlich veränderlichen Vorgängen wie elektromagnetischen Wellen, welche zeitlich veränderliche elektrische und magnetische Felder fix verknüpfen.
Eine zentrale Rolle spielen Feldberechnungen, welche bei einfachen Geometrien analytisch gelöst werden können, wie es beispielsweise im Biot-Savart-Gesetz erfolgt. Dabei wird von der Vektoranalysis Gebrauch gemacht. Bei komplexen Aufgabenstellungen finden numerische Feldberechnungen unter anderem mit der Finite-Elemente-Methode Anwendung.

### Systemtheorie
Im Bereich der Systemtheorie beschäftigt sich die Theorie der Elektrotechnik mit der Leitungstheorie, welche unter anderem das Ausbreitungsverhalten von elektrischen Signalen entlang elektrischer Leitungen beschreibt. Die damit verknüpfte Schaltungstheorie beschreibt mit Hilfe der Abstraktion im Rahmen von Mehrpolen und im Rahmen von Netzwerkmodellen elektrische Schaltungen.
Dabei spielen in der Modellbildung und deren Vereinfachung lineare zeitinvariante Systeme eine wesentliche Rolle, da bei diesen Systemen sowohl die Superposition von Signalen gilt, als auch beliebige zeitliche Verschiebungen sich auf die Beziehung zwischen Ausgangs- und Eingangssignalen nicht auswirken. Zur Systemuntersuchung kommen verschiedene komplexe Differentialgleichungsmodelle und Transformationen wie die Fourier- und Laplace-Transformation zur Anwendung.
Die Grundlagen aus dem Bereich der Elektronik, welche im Bezug zu Halbleitern einen Teil der Festkörperphysik darstellt, dienen dazu, elektronische Bauelemente (wie Transistoren oder die Elektronenemission in Elektronenröhren) zu erklären.

## Studienfach
Das Fach Theoretische Elektrotechnik (meist abgekürzt als TET) wird an vielen technischen Universitäten und Fachhochschulen im Zusammenhang mit dem Studium der Elektrotechnik als eigene Lehrveranstaltung angeboten. Da es die Grundlagen der Elektrotechnik vermittelt, wird es typischerweise innerhalb der ersten Semester gelehrt. Insbesondere die Feldtheorie und die Elektrodynamik zählen aufgrund der Abstraktionsebene und der Notwendigkeit zum Verständnis zu den schwierigeren Prüfungen im Studium.